# Ullareds församling
Ullareds församling är en församling i Falkenbergs pastorat i Varbergs och Falkenbergs kontrakt i Göteborgs stift. Församlingen ligger i Falkenbergs kommun i Hallands län.

## Administrativ historik
Församlingen har medeltida ursprung.
Församlingen var till 2017 annexförsamling i pastoratet Fagered, Källsjö och Ullared som 1971 utökades med Älvsereds församling. Församlingen ingår sedan 2017 i Falkenbergs pastorat.

## Kyrkor
- Ullareds kyrka